# Pirata albicomaculatus
Pirata albicomaculatus este o specie de păianjeni din genul Pirata, familia Lycosidae, descrisă de Franganillo, 1913.
Este endemică în Spania. Conform Catalogue of Life specia Pirata albicomaculatus nu are subspecii cunoscute.